# Белоногий тамарин
Белоногий тамарин (лат. Saguinus leucopus) — вид игрунковых обезьян из рода тамаринов (Saguinus). Эндемик Колумбии.

## Классификация
Некоторые приматологи утверждают, что белоногие тамарины являются близкими родственниками вида Saguinus oedipus. Проведённые морфологические исследования этих двух видов обнаружили сильное сходство между ними. В частности, у обоих видов сходным образом меняется цвет шерсти по мере взросления детёнышей. Филогенетический анализ позволяет утверждать, что эти виды разделились в эпоху плейстоцена. В настоящее время оба вида разделены естественным барьером в виде реки Атрато.

## Описание
Спина серебристого цвета со светлыми включениями. Передняя часть красновато-коричневая. Хвосто коричневый, у некоторых особей кончик хвоста белый. Морда белая. Густая бурая шерсть вокруг шеи и между ушей. Передние конечности короче задних. Зрение, слух и обоняние хорошо развиты. Средний вес самца 494 грамма, средний вес самки 490 грамм.

## Поведение
Населяют тропические сухие леса, как первичные, так и вторичные. Предпочитают селиться на краю леса, у рек и ручьёв.
Всеядны. В рационе насекомые, фрукты, нектар, древесные соки, цветы и мелкие позвоночные.
Используют пахучие железы для того, чтобы помечать свою территорию. Образуют группы размером от 4 до 15 животных. Активны днём. Проводят почти всё время на деревьях, в кронах передвигаются на четырёх ногах. В половом поведении выражена полиандрия: каждая самка может вступать в контакт с несколькими самцами. Беременность длится от 130 до 150 дней. В помёте от одного до трёх детёнышей. За потомством следит не только самки, но и самцы. Половой зрелости достигают в возрасте от 12 до 18 месяцев. В году два сезона размножения, один между в мае и июне, другой в октябре и ноябре.